# Cuora cyclornata
Cuora cyclornata är en sköldpaddsart som beskrevs av  Torsten Blanck McCord och Le Minh 2006. Cuora cyclornata ingår i släktet Cuora och familjen Geoemydidae.
Taxonet är omstritt. Populationen är enligt The Reptile Database ett synonym till Cuora trifasciata.
Denna sköldpadda förekommer enligt Catalogue of Life i Vietnam.

## Underarter
Arten delas in i följande underarter:
- C. c. cycloornata
- C. c. meremi